# Ney (muziekinstrument)

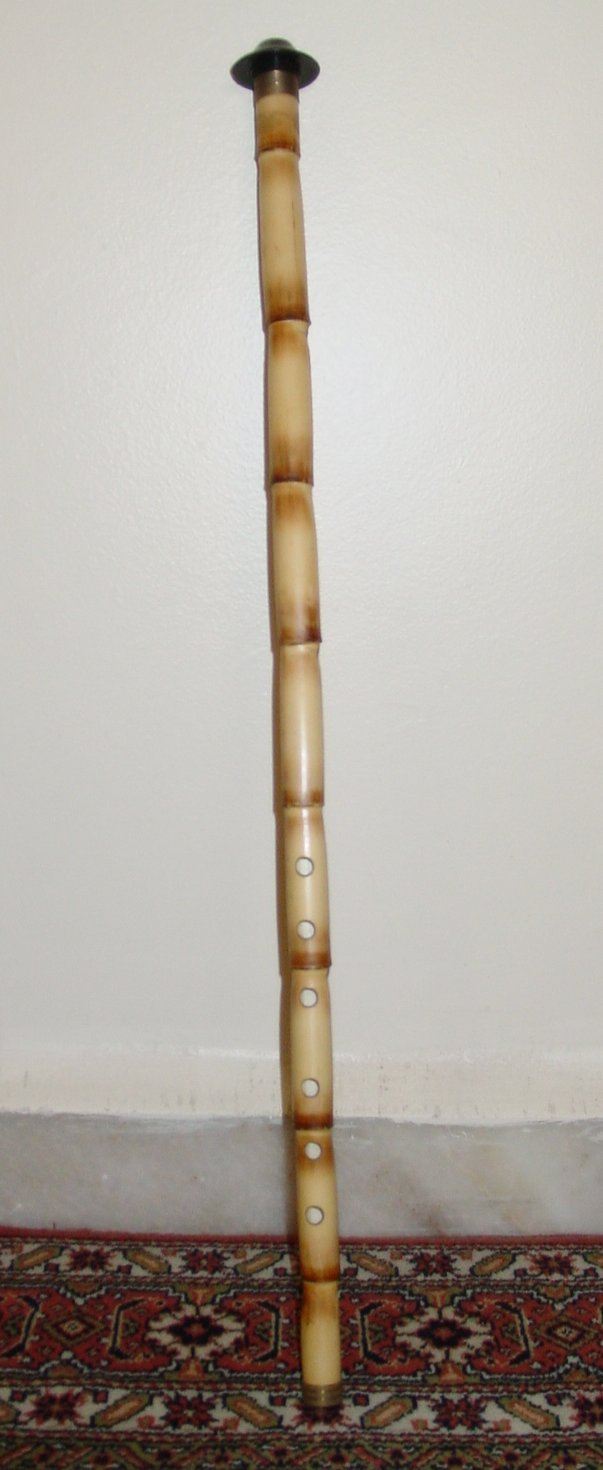
Turkse Kız ("meisjes") Ney - A/La Register

Een ney (Perzisch: نی, Arabisch: ناي, Turks en Koerdisch: ney, ook nai, nye, nay, gagri tuiduk of karghi tuiduk, Armeens: բլուլ blul) is een aan het uiteinde aangeblazen fluit die een voorname rol speelt in Perzische, Turkse, Arabische, Koerdische en Armeense muziek. Een vergelijkbaar instrument is de kaval, die op de Balkan gebruikt wordt.

## Geschiedenis
Het instrument is al zeer oud. Er zijn afbeeldingen gevonden op wandschilderingen in de Egyptische piramides, en men vond neys in de opgravingen van Ur. Dit toont aan dat men de ney reeds 4500 tot 5000 jaar bespeelt, waarmee het een van de oudste nog bespeelde muziekinstrumenten is. De ney is een voorloper van de moderne fluit.

## Constructie
Een ney bestaat uit een holle rietstengel met vijf of zes gaten voor de vingers en een gat voor de duim. Ney is een oud Perzisch woord voor pijlriet, het riet van de Arundo donax-plant. Moderne neys maakt men ook van metaal of plastic.

## Bespeling
De toonhoogte van de ney hangt af van de regio en van de houding van de vingers. Een zeer geoefende muzikant kan met de ney meer dan drie octaven spelen. Indien men echter verschillende toongebieden moet bereiken, is het gebruikelijker om een of meer "ondersteunende" neys te gebruiken. Dit principe past men ook wel toe bij het spelen van technisch moeilijke passages.

## Toonsoorten
Er bestaan neyfluiten in zeven verschillende toonsoorten de volgende namen:
| Toon | Arabisch          | Turks    |
| ---- | ----------------- | -------- |
| C    | Rast - راسد       | Bolâhenk |
| D    | Doka - دكا        | Dâvud    |
| E    | Bussilik - بسيلك  | Şah      |
| F    | Djaharka - دحاركا | Mansur   |
| G    | Nawa - ناوا       | Kız      |
| A    | Husseini - جسصآنأ | Yıldız   |
| Bb   | Adjam - اديام     | Sipürde  |

## Rol
Men beschouwt de klank van de ney over het algemeen als klagend of melancholisch. Het is ook tegenwoordig nog een zeer courant en belangrijk instrument. Dit geldt vooral voor de klassieke Oosterse muziek, maar ook voor moderne "pan-Arabische" popmuziek, zoals de Egyptische Al-Jil-muziek. In sommige van de muziekstijlen is de ney het enige blaasinstrument.